# Meiwa (Mie)
Meiwa (明和町 Meiwa-chō?) es un pueblo localizado en la prefectura de Mie, Japón. En junio de 2019 tenía una población de 22.562 habitantes y una densidad de población de 550 personas por km². Su área total es de 41,04 km².

## Geografía

### Localidades circundantes
- Prefectura de Mie
  - Ise
  - Matsusaka
  - Taki
  - Tamaki

## Demografía
Según datos del censo japonés, la población de Meiwa se ha mantenido estable en los últimos años.
| Año del censo | Población |
| ------------- | --------- |
| 1995          | 21.853    |
| 2000          | 22.300    |
| 2005          | 22.618    |
| 2010          | 22.833    |
| 2015          | 22.586    |